# Субельдия, Освальдо
Осва́льдо Субельди́я (исп. Osvaldo Zubeldía; 24 июня 1927, Хунин, Буэнос-Айрес — 17 января 1982, Медельин) — аргентинский футболист и тренер.

## Биография
В молодости Субельдия славился умной, интеллектуальной игрой в нападении, выступая за такие команды, как «Велес Сарсфилд», «Бока Хуниорс» и «Атланта» (все — Буэнос-Айрес). Выступал Освальдо и за сборную Аргентины.
В «Атланте» Субельдия начал тренерскую карьеру в 1961 году. В 1965 году он не совсем удачно работал на посту главного тренера национальной команды, а затем возглавил «Эстудиантес» из Ла-Платы. За период работы с «Эстудиантесом» Субельдия произвёл настоящую революцию в этом доселе провинциальном клубе и в футболе вообще.
Первая победа пришла в 1967 году, когда «студенты» стали впервые чемпионами Аргентины в профессиональную эру, выиграв турнир Метрополитано. Заняв в турнире Насьональ того же года второе место, «пинчарратос» квалифицировались в Кубок Либертадорес 1968. «Эстудиантес» сначала завоевал главный южноамериканский клубный трофей, а затем обыграл английский «Манчестер Юнайтед» в борьбе за Межконтинентальный кубок. Ту команду прозвали la tercera que mata, трёхкратные убийцы. Как в Аргентине и Южной Америке, так и в Европе (в результате игр за МК), большинство футбольных болельщиков и специалистов крайне скептически относились к этой команде, а многие просто ненавидели. Игроки «Эстудиантеса» не гнушались вести грязную и жестокую борьбу на поле, применяя изощрённые хитрости на пути к победе. Во многом именно их грязная игра способствовала утрате интереса к участию в матчах за Межконтинентальный кубок, до тех пор, пока в 1980 году его не взяла под свою опеку японская Toyota.
Как бы то ни было, пользуясь правом участия в следующих розыгрышах Кубка Либертадорес на правах победителей, «Эстудиантес» фактически забросил дела в национальном первенстве, и сконцентрировался на победах в этом турнире. После трёх подряд побед команда дошла и до финала 1971 года, где была, наконец, обыграна уругвайским «Насьоналем», однако Субельдия уже покинул команду в 1970.
После некоторого перерыва Освальдо возглавил в 1974 году «Сан-Лоренсо», с которым тут же выиграл чемпионат страны (Насьональ). В 1976 и 1981 годах приводил «Атлетико Насьональ» к победам в чемпионате Колумбии.
Умер Освальдо Субельдия 17 января 1982 года в возрасте 54 лет от сердечного приступа во время просмотра гонок на ипподроме.
Учеником Субельдии был один из самых выдающихся тренеров в истории мирового футбола Карлос Билардо, который выступал под его началом в «Эстудиантесе» во второй половине 1960-х, а затем возглавил эту команду в 1971 году. Билардо посвятил Субельдии титул чемпионов Аргентины 1982 года (Метрополитано), к которому привёл «Эстудиантес», и победу на чемпионате мира 1986 года сборной Аргентины.

## Награды

### Как тренер
- Чемпион Аргентины (2): 1967 (Метрополитано), 1974 (Насьональ)
- Чемпион Колумбии (2): 1976, 1981
- Обладатель Кубка Либертадорес (3): 1968, 1969, 1970
- Обладатель Межамериканского кубка: 1969
- Обладатель Межконтинентального кубка: 1968

## Фотогалерея
- Футболист «Боки Хуниорс» Освальдо Субельдия. 26 мая 1956 года — обложка El Grafico (выпуск 1918)
- На тренерском посту в «Эстудиантесе».
- Субельдия и Мариано Мангато (президент «Эстудиантеса») с Кубком Либертадорес 1968.
- Субельдия даёт установку своим игрокам. Конец 1960-х.